# Crivitz (cràter marcià)
Crivitz és un cràter d'impacte del planeta Mart situat a la franja central a 14,5º Sud i 174,7º Est, amb un diàmetre de 6,1 quilòmetres. Està dins d'un altre cràter molt major, el Gússev de 166 quilòmetres.
En 2002, Stephan Gehrke va proposar posar-li aquest nom en honor de la petita ciutat Crivitz, situada a Mecklenburg-Pomerania Occidental, Alemanya.